# Maribel Arrieta Gálvez
Pour les articles homonymes, voir Arrieta et Gálvez.
María Isabel Arrieta Gálvez, née le 22 août 1934 à San Salvador (Salvador) et morte le 31 août 1989 à Bruxelles (Belgique), est une mannequin salvadorienne. D'abord participante à des concours de beauté, élue Miss Salvador en 1955, elle est ensuite première dauphine de Miss Univers 1955, la Suédoise Hillevi Rombin.

## Biographie

### Jeunesse et études
Maribel Arrieta Gálvez naît dans une famille aisée d'origine espagnole ; Arrieta est la cousine germaine de Roberto D'Aubuisson, homme politique, fondateur du parti Alliance républicaine nationaliste. Elle est élève de l'école « La Asunción de Santa Ana » à Santa Ana, une école catholique privée pour l'élite. Au début des années 1950, elle se rend à Los Angeles, où elle étudie la peinture au College of Art. En 1953, elle reçoit un prix pour une de ses lithographies et est acceptée comme membre de la Société d'aquarelle de Los Angeles.

### Carrière
En 1953, elle est d'abord élue Miss Amérique latine devant 43 participantes puis défile sur un char lors de la Parade de la Rose de Pasadena.
Au moment du concours Miss Univers en juillet 1955, elle se fait connaître à cause de sa ressemblance avec l'actrice américaine Marilyn Monroe (elle a pour surnom la « Marilyn Monroe du Salvador ») et est pressentie favorite. Elle se classe finalement deuxième et remporte le titre de Miss Friendship. Elle est la première femme hispanique à devenir première finaliste du concours Miss Univers. Elle commet une erreur lorsque, la veille de l'entretien avec les juges, elle va bronzer sur la plage. Elle est tellement brûlée que, lorsqu'elle défile en maillot de bain, sa peau est rougeâtre. À son retour, à l'aéroport, elle est accueillie par une foule, dont son fiancé Enrique Álvarez Córdova.
Grâce à la popularité qu'elle a acquise, elle obtient un contrat de courte durée avec les studios Universal et a l'opportunité au Mexique de participer en novembre 1955 au film Nos veremos en el cielo, sorti en 1956, avec Ramón Armengod et Ana Bertha Lepe (3e dauphine de Miss Univers 1953 pour le Mexique), sa seule apparition au cinéma.
En 1956, Arrieta participe également au concours de Reine d'Amérique centrale et des Caraïbes, organisé à Barranquilla, en Colombie, où elle remporte la deuxième place.
Arrieta poursuit une carrière de mannequin en Europe et fait des études à Bruxelles pour être infirmière. Le président Óscar Osorio la nomme en décembre 1956 chancelière au consulat d'Anvers, en Belgique, fonction qu'elle exerce jusqu'en 1963. Elle reste ensuite dans la diplomatie et devient en 1977 attachée culturelle pour la mission salvadorienne dans la Communauté européenne.
Elle se consacre à la peinture et expose en France, en Espagne, aux États-Unis et en Italie. En 1983, un de ses œuvres remporte le premier prix de l'exposition internationale de Monaco.
Arrieta est l'une des juges de Miss Univers 1975, lorsque l'organisation fut invitée par le gouvernement salvadorien.
Lors de sa dernière visite dans son pays d'origine en 1985, Arrieta reçoit la médaille d'argent de l'Ordre pro Merito Melitensi pour ses contributions au pays.
Elle meurt d'un cancer du sein le 31 août 1989.

## Vie privée
Elle rencontre son premier fiancé Enrique Álvarez Córdova, révolutionnaire salvadorien, en 1954. Ils se séparent peu après, en 1955.
En Belgique, Arrieta rencontre ensuite Jacques Thuret, un baron des noblesses belge et française. Le mariage à Gênes, en Italie, en avril 1961 est un évènement mondain. Elle reçoit ainsi le titre de baronne de Thuret. Le couple a 3 enfants : deux garçons (Henry François et Tanguy) et une fille (Ariane).